# Johann Georg Oegg

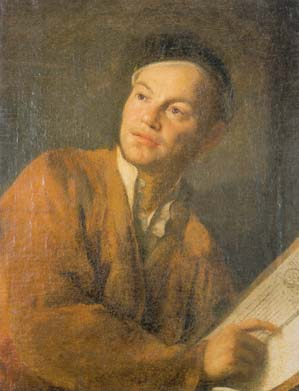
Porträt des Johann Georg Oegg, gemalt von Georg Anton Urlaub (um 1751/52). Museum für Franken, Inventar-Nummer H. 32412

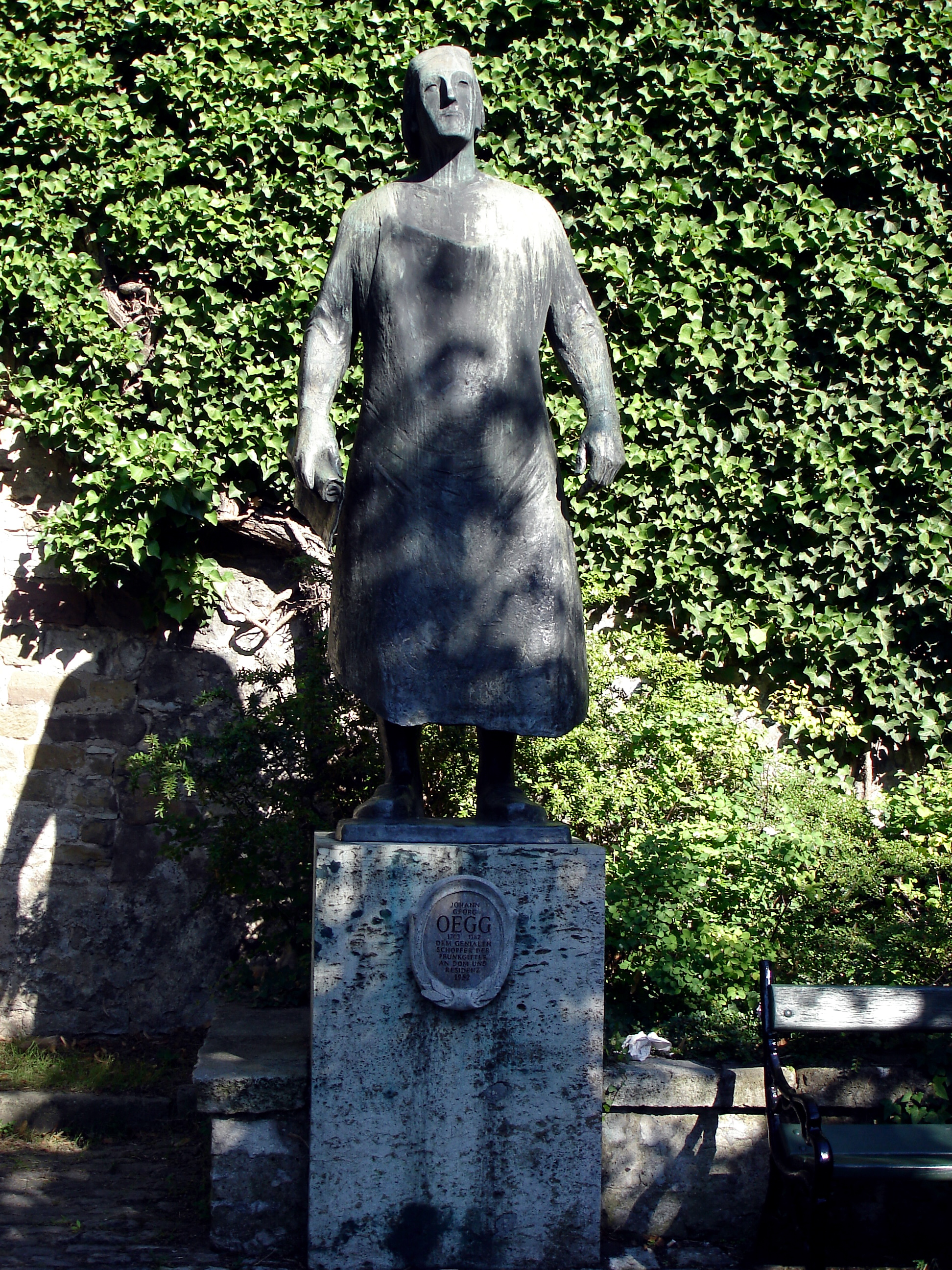
Bronze-Denkmal für Johann Georg Oegg am Würzburger Hofgarten von Julius Bausenwein (1952)

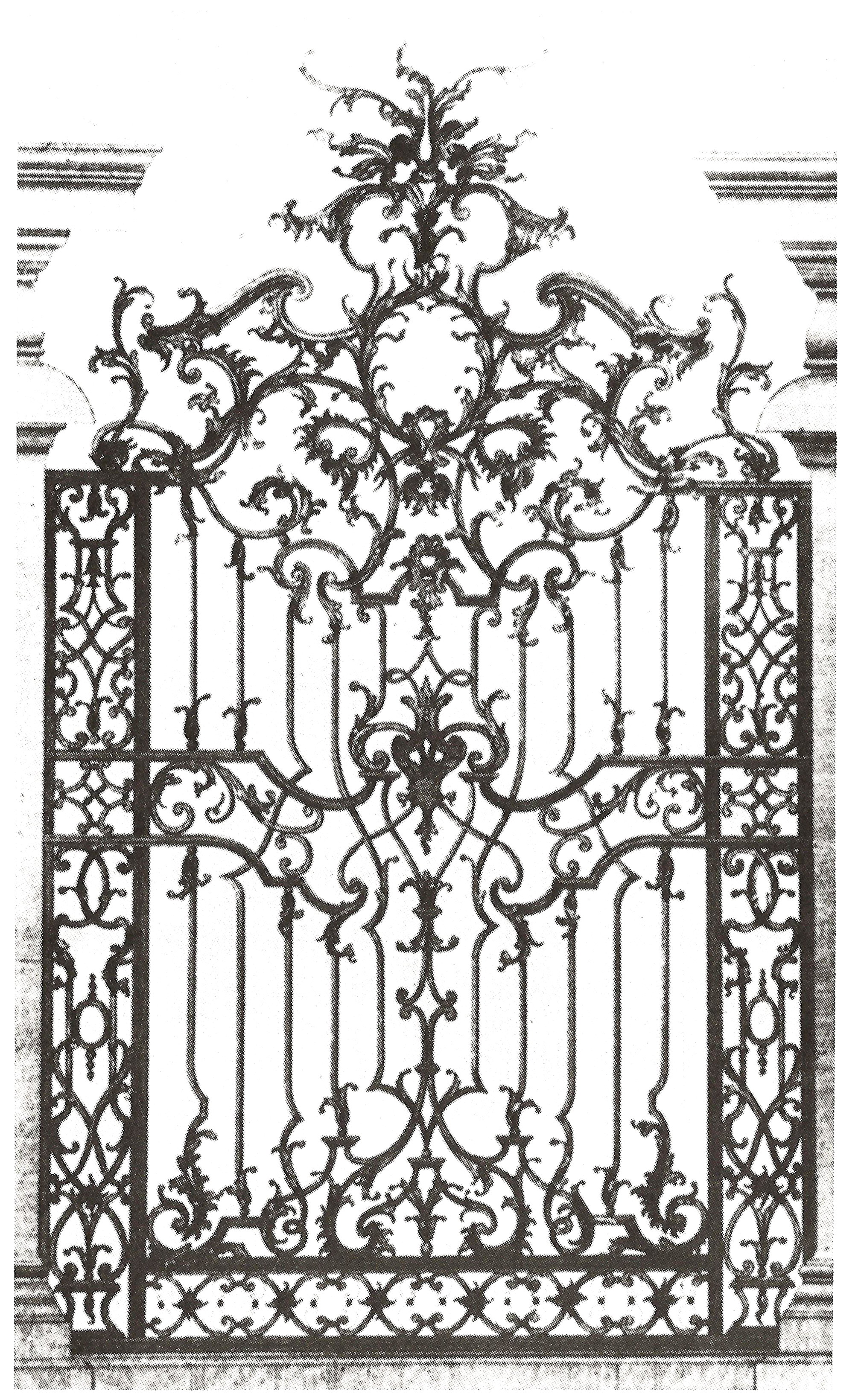
Entwurf zu einem Seitengitter des Ehrenhofabschlusses der Würzburger Residenz, Kupferstich um 1745

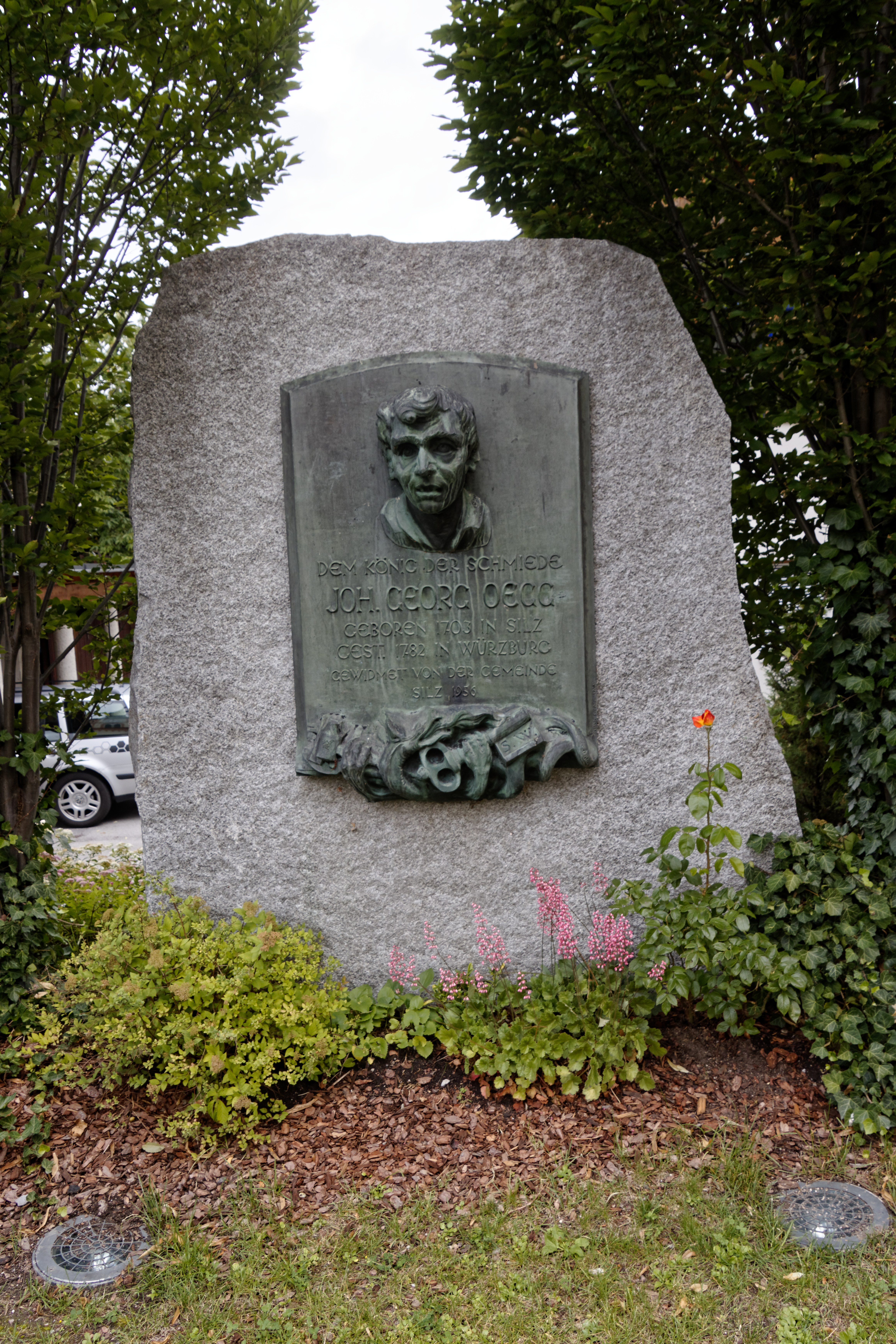
Gedenkstein in Silz/Tirol

Johann Georg Oegg (* 24. April 1703 in Silz (Tirol); † 15. Oktober 1782 in Würzburg) war ein österreichischer fürstbischöflicher Hofschlosser und Kunstschmied, der in Wien und in Würzburg tätig war. Er schuf unter anderem im Auftrag von Prinz Eugen für seine Schlösser Belvedere in Wien und das Schloss Hof die Tore der Gartenanlagen sowie im Auftrag von drei oder vier Fürstbischöfen Würzburgs Tore für den Ehrenhof der Würzburger Residenz und dessen angrenzenden Hofgarten.

## Leben und Werk
Johann Georg Oegg stammte aus einer Familie von Schmieden. Sein Vater war der Schmiedemeister Michael Niccolo Oegg in Silz in Tirol, dessen Bruder Peter Oegg und der Ehemann seiner Schwester Cäcilia, Jakob Husing, waren als Schlossermeister in Linz an der Donau tätig. Hier lernte Johann Georg bei seinem Onkel Peter Oegg das Schmiedehandwerk.
Nach seiner Lehr- und Wanderzeit war er als Kunstschlosser an den Bauten von Prinz Eugen von Savoyen in Wien und Schloßhof/March zusammen mit Christian Kermer beschäftigt. Wobei mit der Hauptverantwortung noch die Kunstschlosserei Arnold und Conrad Kiefer auf Basis der Zeichnungen von Hildebrandt betraut war.
Der Würzburger Fürstbischof Friedrich Karl von Schönborn (1674–1746) berief ihn im Jahre 1733 an seinen Hof. Hier sollte er für den Entwurf und die Herstellung von Schlössern und Beschlägen für den Neubau der Würzburger Residenz tätig sein und auch die Fertigung sämtlicher Ziergitter dieses Großbaus übernehmen.
Oegg brachte aus Wien seinen Gesellen Markus Gattinger mit, der später in Würzburg eine Schlossermeisterwitwe heiraten und somit auch Meister werden konnte.
Erste Probearbeiten Oeggs in Würzburg waren zwei kleine Türfüllungsgitter am Straßenportal der Schönbornkapelle am Würzburger Dom (1734) sowie die beiden Gittertore an den Zugängen vom Dom in die Schönbornkapelle (1734/35).
Sein erstes größeres Werk in Würzburg ist das Oberlichtgitter (Lünettengitter) über der Einfahrt zum Südblock der Residenz. Neben umfangreichen, damals noch streng symmetrischen Verzierungen enthält das Gitter auch die Initialen des Fürstbischofs und Reichskanzlers Friedrich Carl von Schönborn sowie die Herzogs- und die Kaiserkrone.
Im Jahre 1736 trat Johann Georg Oegg als Meister der Würzburger Schlosserzunft bei. In dieser Zeit war er hauptsächlich mit der Fertigung von Beschlägen und Schlössern für die Residenz beschäftigt.
Mit den schmiedeeisernen Gittern für den Ehrenhofabschluss der Würzburger Residenz, die Oeggs Hauptwerk darstellten, wurde 1735 begonnen. Hierfür wurden drei Gittertore sowie 14 feste Seitenteile gefertigt. Die Arbeiten waren so bedeutend, dass die Zahlungen an Oegg 1739 bis 1742 zu den höchsten Ausgaben der Hofkammer gehörten. Im Jahre 1739 beschäftigte Oeggs Werkstatt 26 Gesellen.
Die Gittertore seitlich der Residenz schuf er von 1748 bis 1750.
Die Gitteranlage ist vermutlich durch seinen Sohn Johann Anton Oegg (1745–1800) vollendet worden. So ist anzunehmen, dass die Vollendung in die Regierungszeit des Fürstbischofs Adam Friedrich von Seinsheim (1755–1779) fiel. Somit hat die Werkstatt Oegg insgesamt für vier Würzburger Fürstbischöfe Schlosser- und Schmiedearbeiten durchgeführt.
Oegg fertigte 1762 auch den als ein Höhepunkt der Schmiedekunst des reifen Rokoko geltenden schmiedeeisernen Aufsatz für den Rezepturtisch der Krankenhausapotheke des Würzburger Juliusspitals.
Neben diesen bedeutenden Kunstschlosserarbeiten fertigte die Werkstatt Oegg auch Schatullen, Reitgeschirre, Uhrblätter, Wandleuchter, Vergoldungen und Emaillierungen, Gold-, Silber- und Elfenbeineinlagen.
Die von Oegg gefertigten Gitter des Ehrenhofabschlusses wurden 1821 auf Befehl des Kronprinzen Ludwig aus Gründen des Zeitgeschmacks abgebrochen und sind seither verschollen. Nur Zeichnungen und ein Kupferstich sind noch erhalten. Erhalten und berühmt sind heute die Gittertore zum Hofgarten der Würzburger Residenz, die zu den bedeutendsten Werken ihrer Art zählen.
Johann Georg Oegg starb, bereits verwitwet, 1782 in Würzburg. Er wurde in der zuständigen Pfarrkirche St. Peter und Paul in der Nähe des Altars "Zum Heiligen Kreuz" beigesetzt.
Nachdem die Kirche in der Bombennacht vom 16. März 1945 weitgehend zerstört worden war, suchten im Jahre 1951 einige Würzburger Kunstschmiedemeister in den Ruinen nach dem Grab von Oegg. Tatsächlich fanden sie am angegebenen Ort die sterblichen Überreste des Meisters mit Resten vom Lederwams, Lederschürze und eiserner Gürtelschnalle.

## Werke

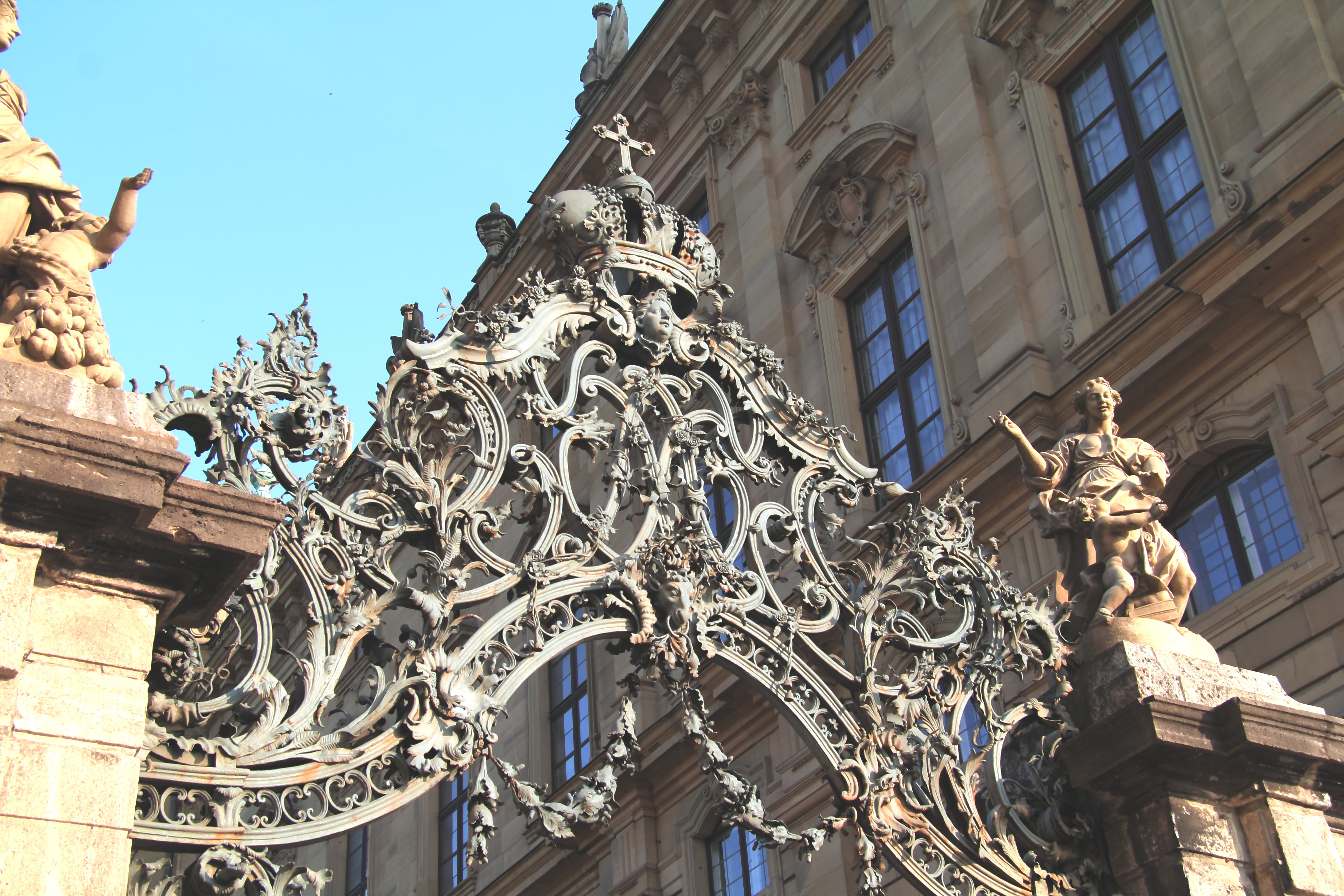
Schmiedearbeiten am Oeggtor im Norden der Residenz
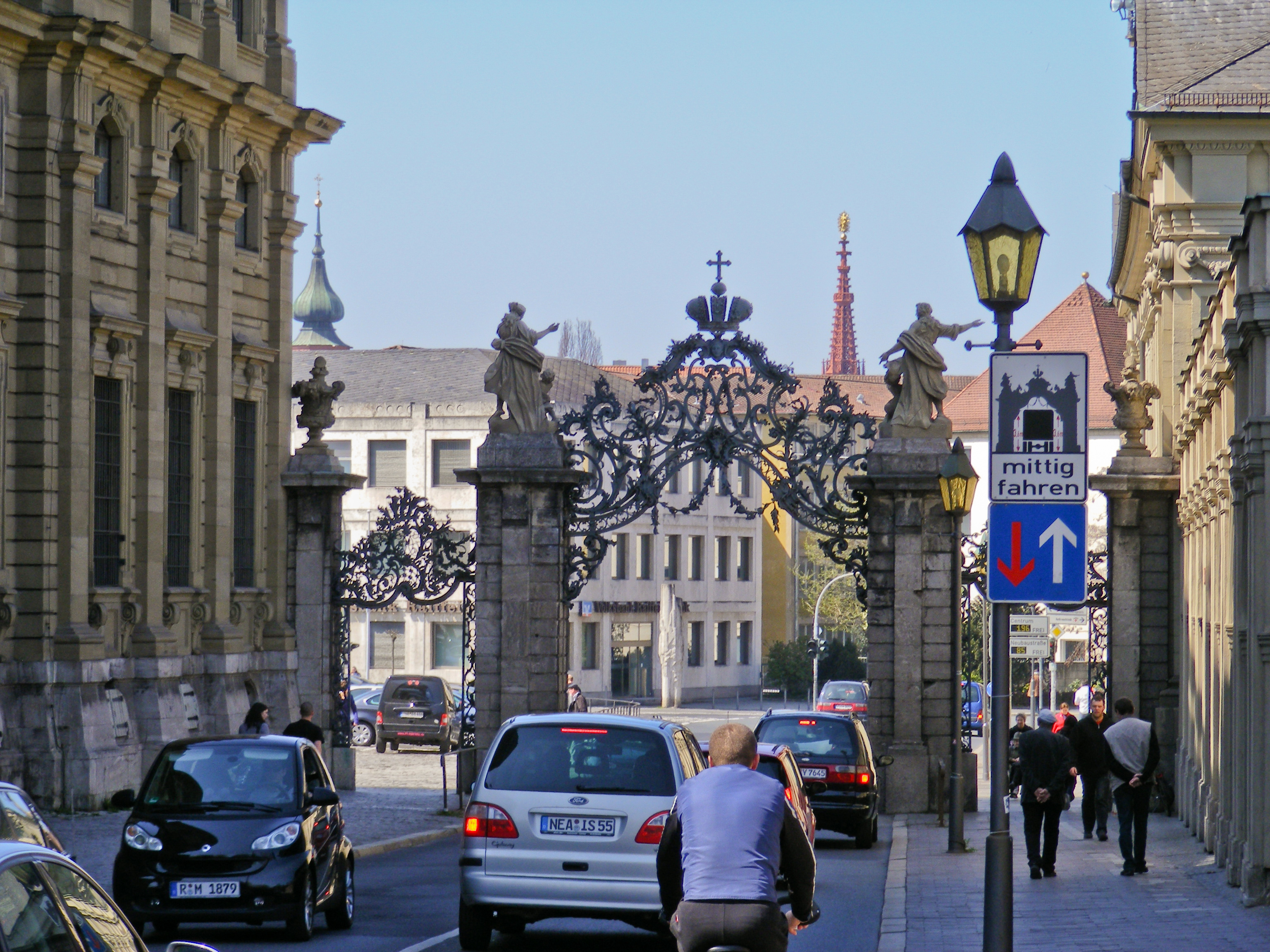
Oeggtor in Gesamtansicht mit Straßenverkehr
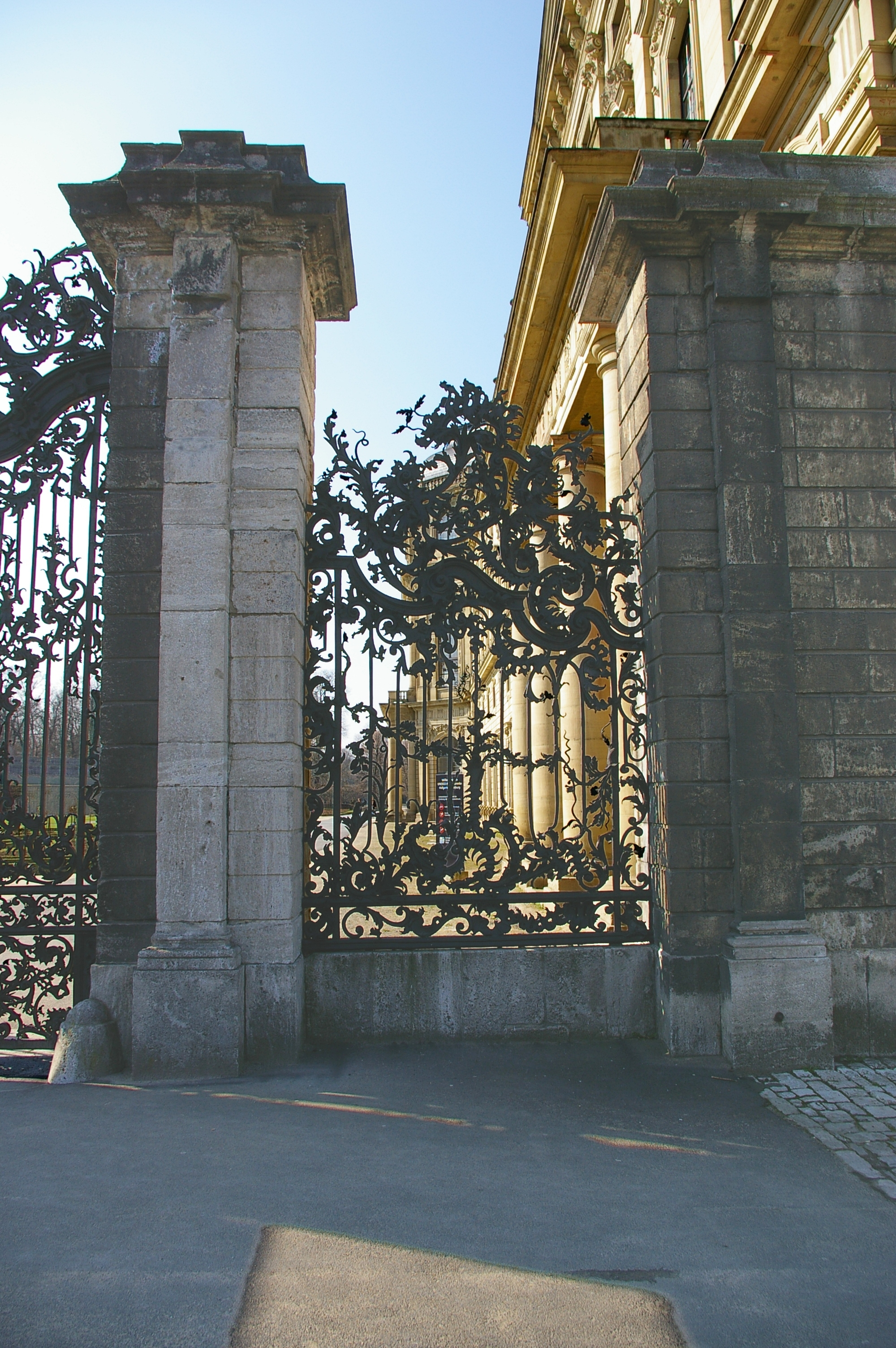
Gitter neben dem nördlichen Tor zum Hofgarten
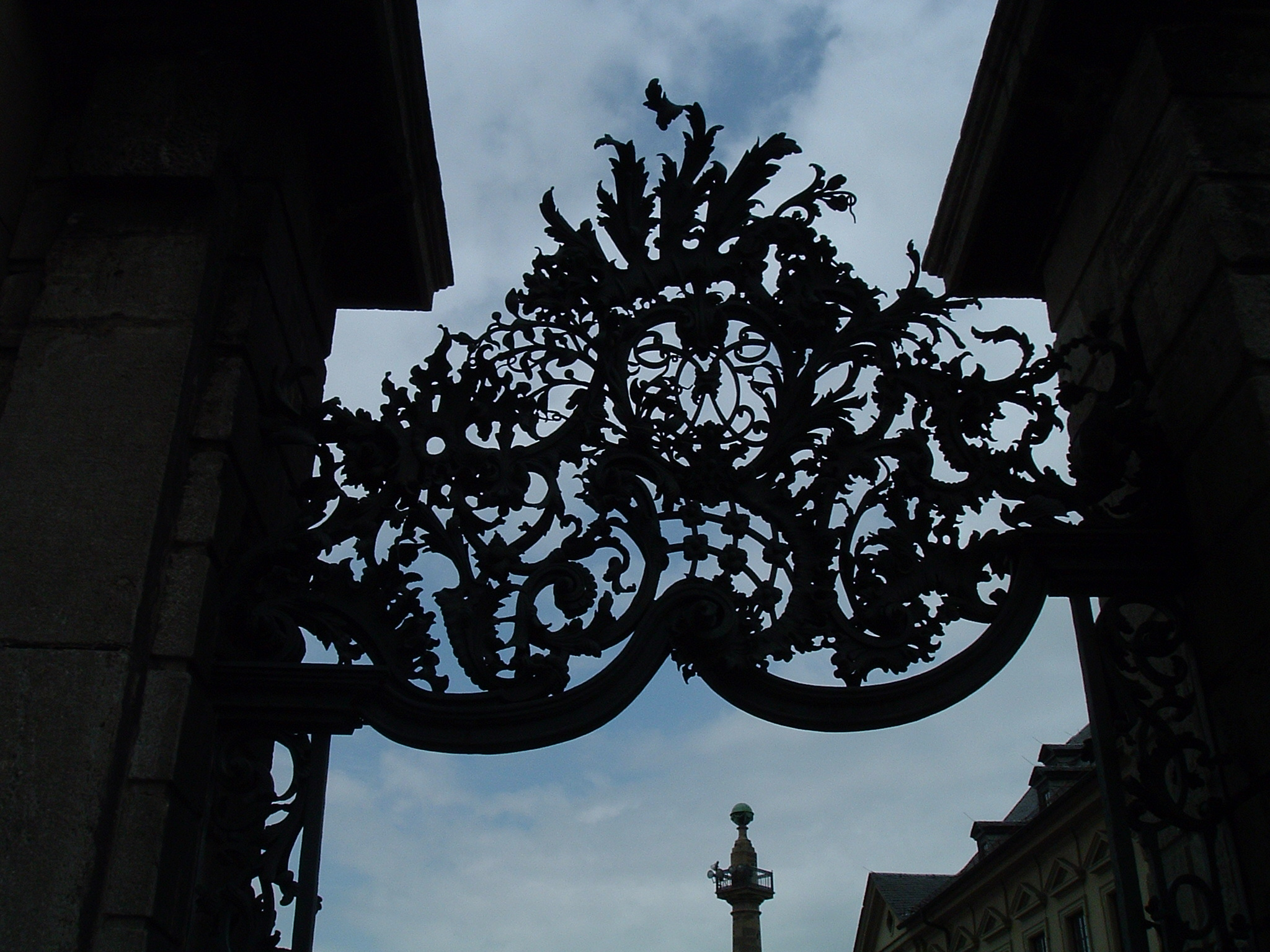
Gitter über dem Fußgängerdurchgang am Oeggtor
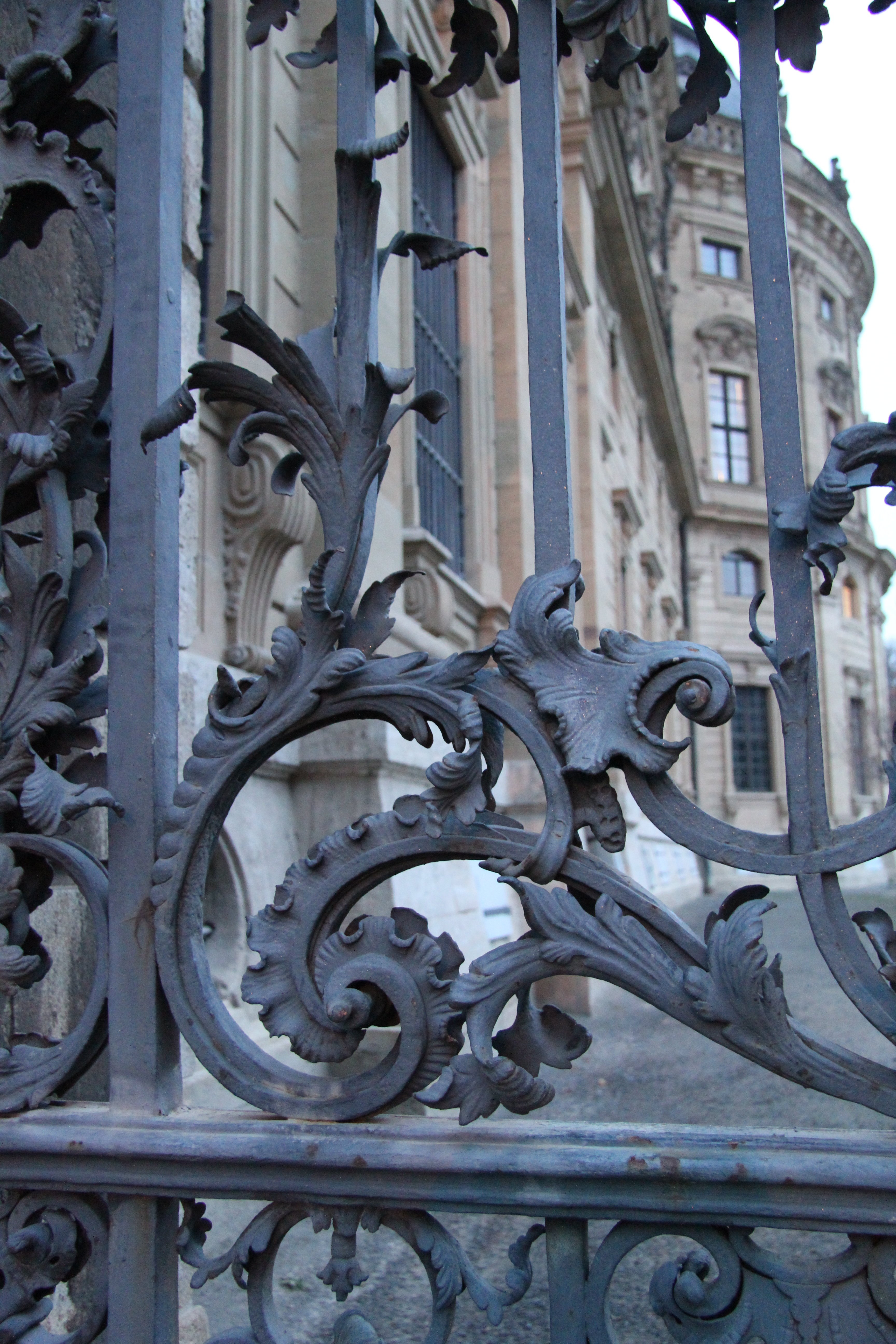
Detail des Seitenteils des Hofgartentors neben der Hofkapelle
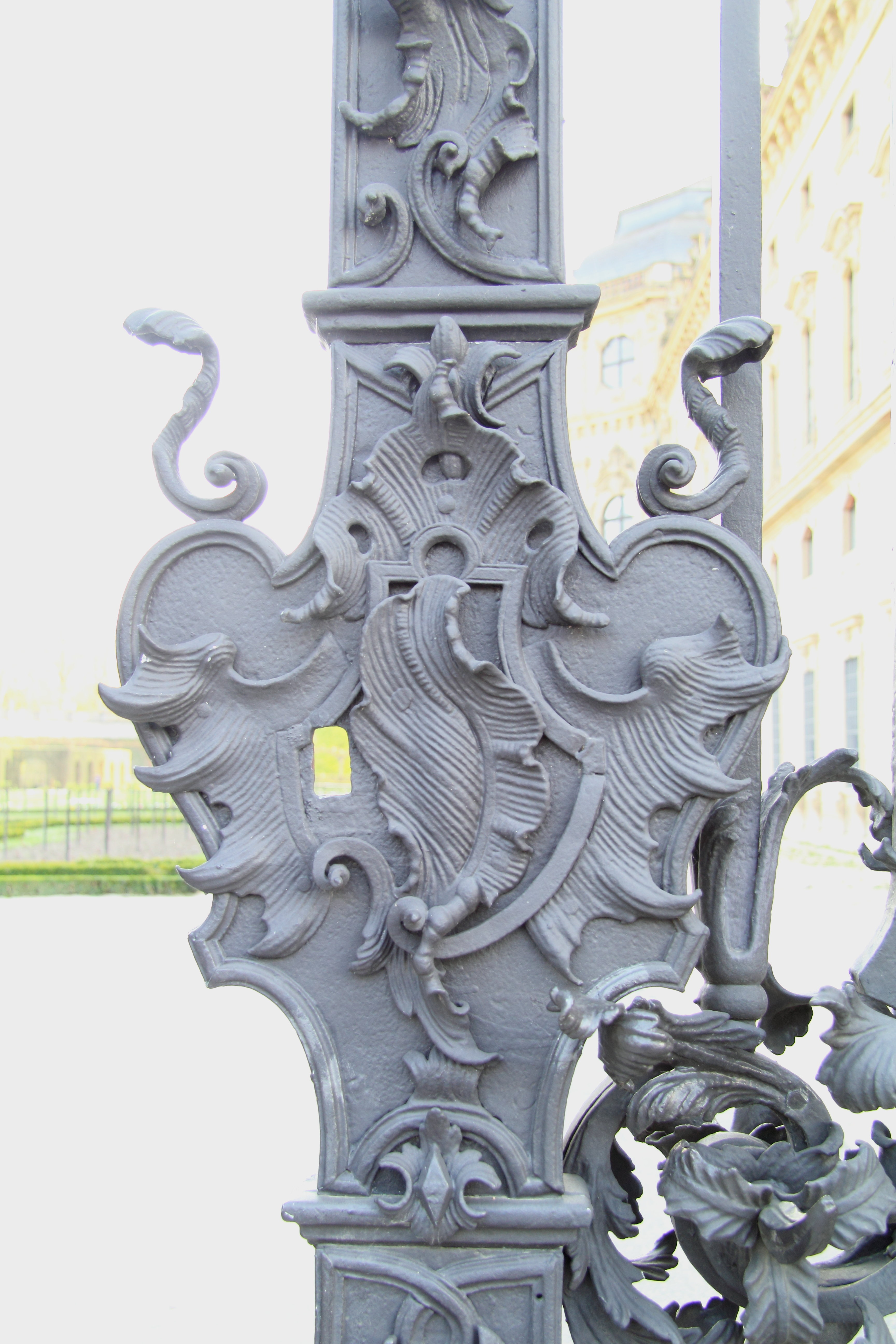
Schlossblatt des Greiffenclau-Tores
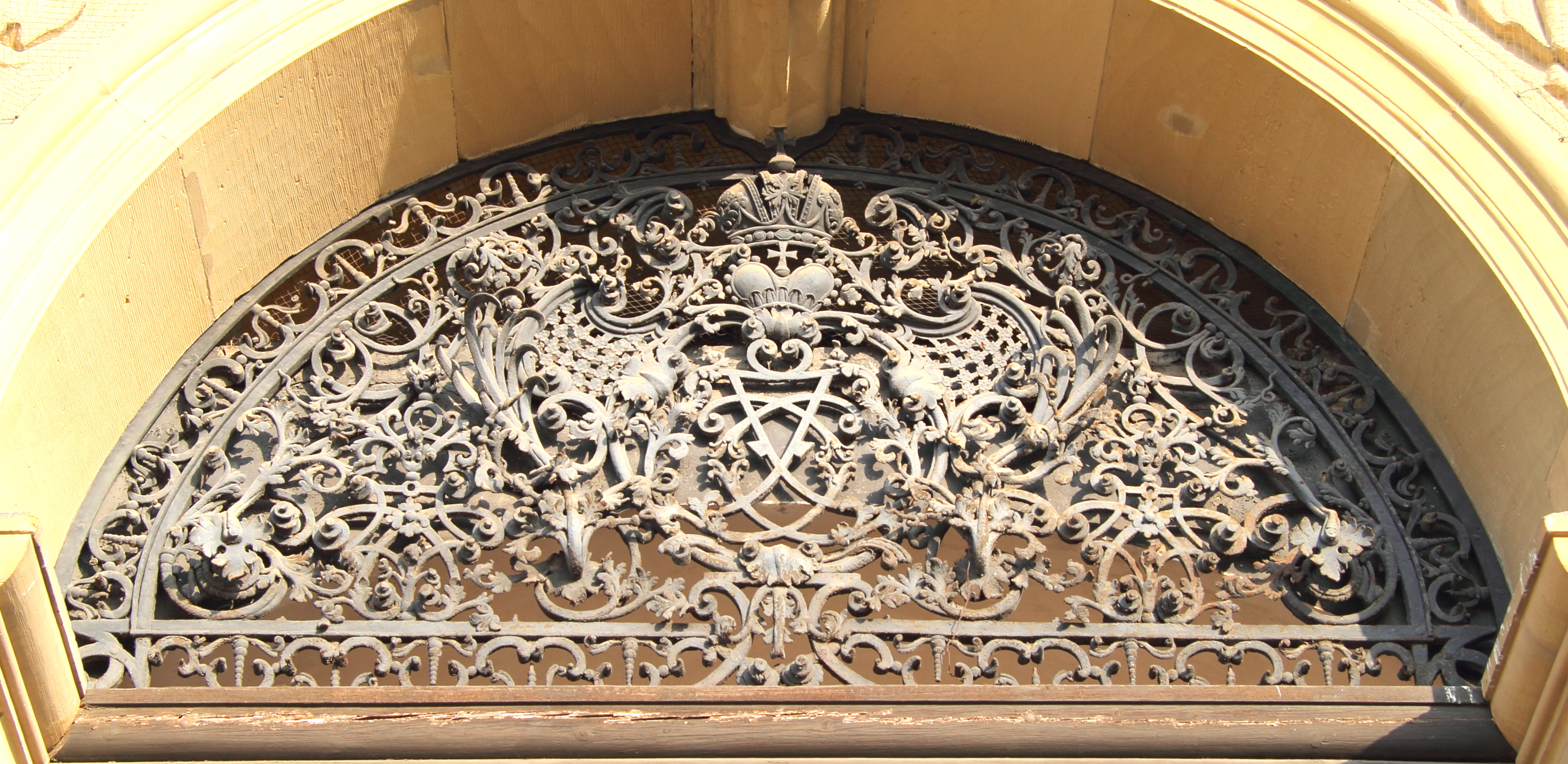
Lünettengitter an der Einfahrt zum Südblock der Residenz (1734)
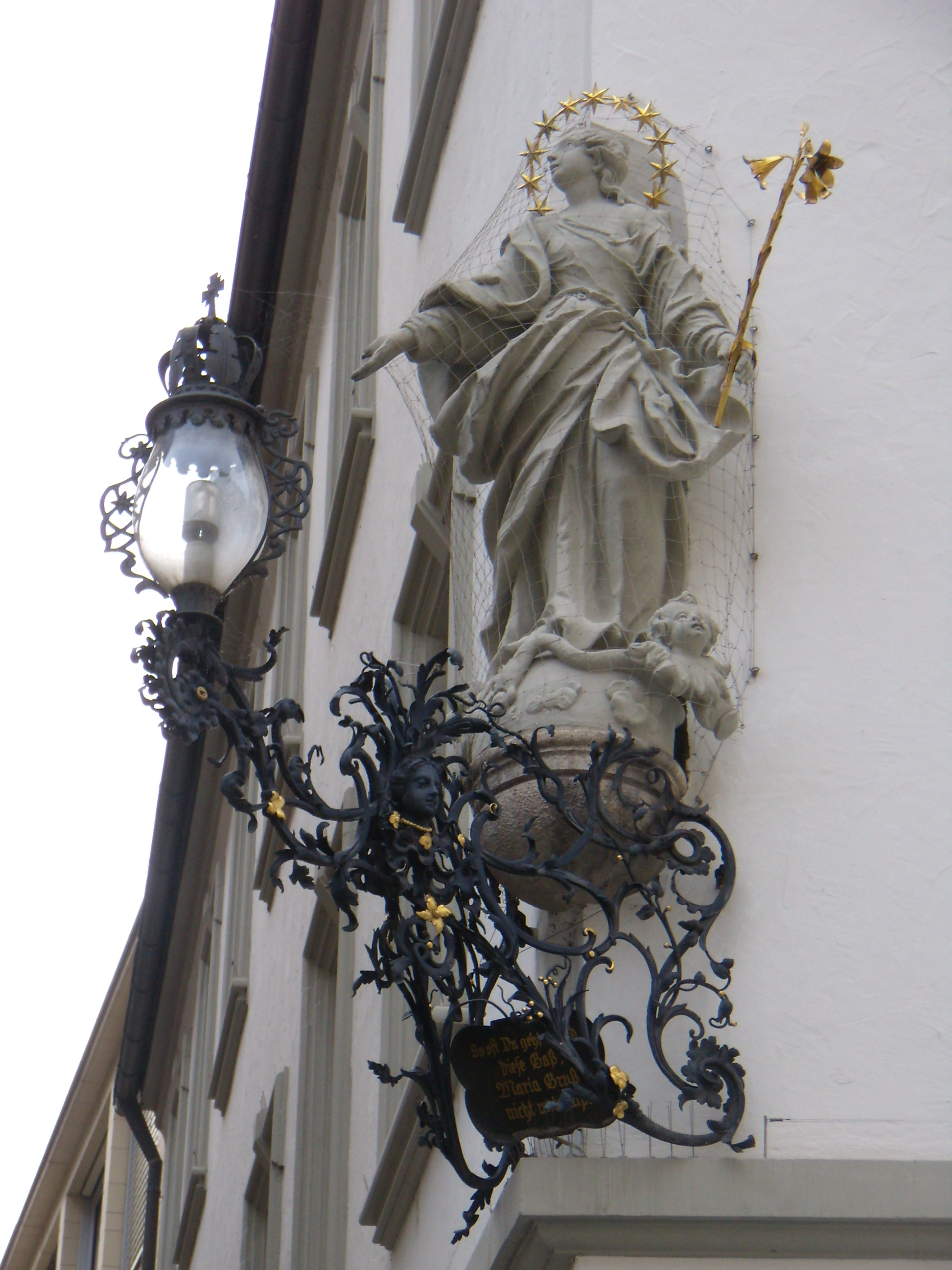
Schmiedeeiserner Leuchterarm (um 1745) unter einer Hausmadonna (Blasiusgasse 9)

In Würzburg entstanden seine bedeutendsten Werke an der Residenz und an der Schönbornkapelle:
- Türfüllung des Hauptportals der Schönbornkapelle
- Gittertüren zwischen der Schönbornkapelle und dem Würzburger Dom.
- Abschluss des Ehrenhofes der Residenz.
- Nördlich der Residenz befindet sich ein schmiedeeisernes Tor, das später nach dem Künstler Oeggtor genannt wurde. Es führt über den Rennweg und wird daher teilweise auch als Rennweger Tor bezeichnet, ist aber nicht zu verwechseln mit dem ehemaligen Rennweger Tor der Stadtbefestigung.
- Ein weiteres Tor zum Hofgarten zwischen Residenz und Gesandtenbau
- Zwei weitere Tore zum Hofgarten: Das Greiffenclau-Tor (1746–1752[5]) am nördlichen Eingang (Rennweg) und das Tor an der Balthasar-Neumann-Promenade zum Südgarten.
- Gitterverzierungen am nördlichen und südlichen Abschluss des Residenzplatzes
- Verzierung eines Lünettengitters am Eingang zum südlichen Innenhof der Residenz

In Museen finden sich folgende Werke Oeggs:
- Ein Kammerherrenschlüssel (um 1760), ein Kapitelkreuz (1757) und eine Schere (um 1760) im Würzburger Domschatz[6]
- Zwei Gittertore der Residenz (Torflügel in der Größe von 258 cm mal 185 cm) als herausragende Objekte der Schmiedeeisenkunst in der Sammlung des Bayerischen Nationalmuseums.

## Oegg-Haus
Als Wohnhaus ließ sich Oegg 1746 durch Balthasar Neumann ein Gebäude in der Kapuzinerstraße 3 umgestalten. Nach dem späteren Eigentümer Graf zu Bentheim ist das Gebäude auch als Hof Bentheim bekannt. Es wurde nach Zerstörung im Zweiten Weltkrieg nach alten Plänen wieder errichtet.

## Ehrungen
- Oeggtor: Das Tor nördlich der Residenz gehört zu Oeggs Hauptwerken und trägt seinen Namen.
- Denkmal: Wenige Meter vom Oeggtor befindet sich am Eingangstor des Hofgartens das Oegg-Denkmal. Es wurde 1952 vom Bildhauer Julius Bausenwein (1913–1962) in Bronze geschaffen.
- Oeggstraße in Würzburg, zweigt zwischen Mainfranken-Theater und Rotem Bau von der Theaterstraße ab.
- Georg-Oegg-Straße in Werneck, einer Gemeinde zwischen Würzburg und Schweinfurt